# Robby Sandrock
Robby Sandrock (* 10. März 1978 in Williams Lake, British Columbia) ist ein ehemaliger kanadischer Eishockeyspieler, der unter anderem für die Iserlohn Roosters und Grizzly Adams Wolfsburg in der Deutschen Eishockey Liga aktiv war.

## Karriere
Sandrock begann seine Karriere in der Saison 1994/95 bei den Spokane Chiefs in der Western Hockey League, für die er auch in der Folgesaison auf dem Eis stand. Danach wechselte er für die Saison 1996/97 zu den Swift Current Broncos, die er allerdings während der Saison wieder verließ, um die Saison bei den Medicine Hat Tigers zu Ende zu spielen. Bei den Tigers hatte er einen Vertrag bis einschließlich der Saison 1998/99, wechselte aber nach einem Spiel zum Ligakonkurrenten Kelowna Rockets, bevor er im gleichen Jahr zu den Omaha Lancers in die United States Hockey League wechselte.

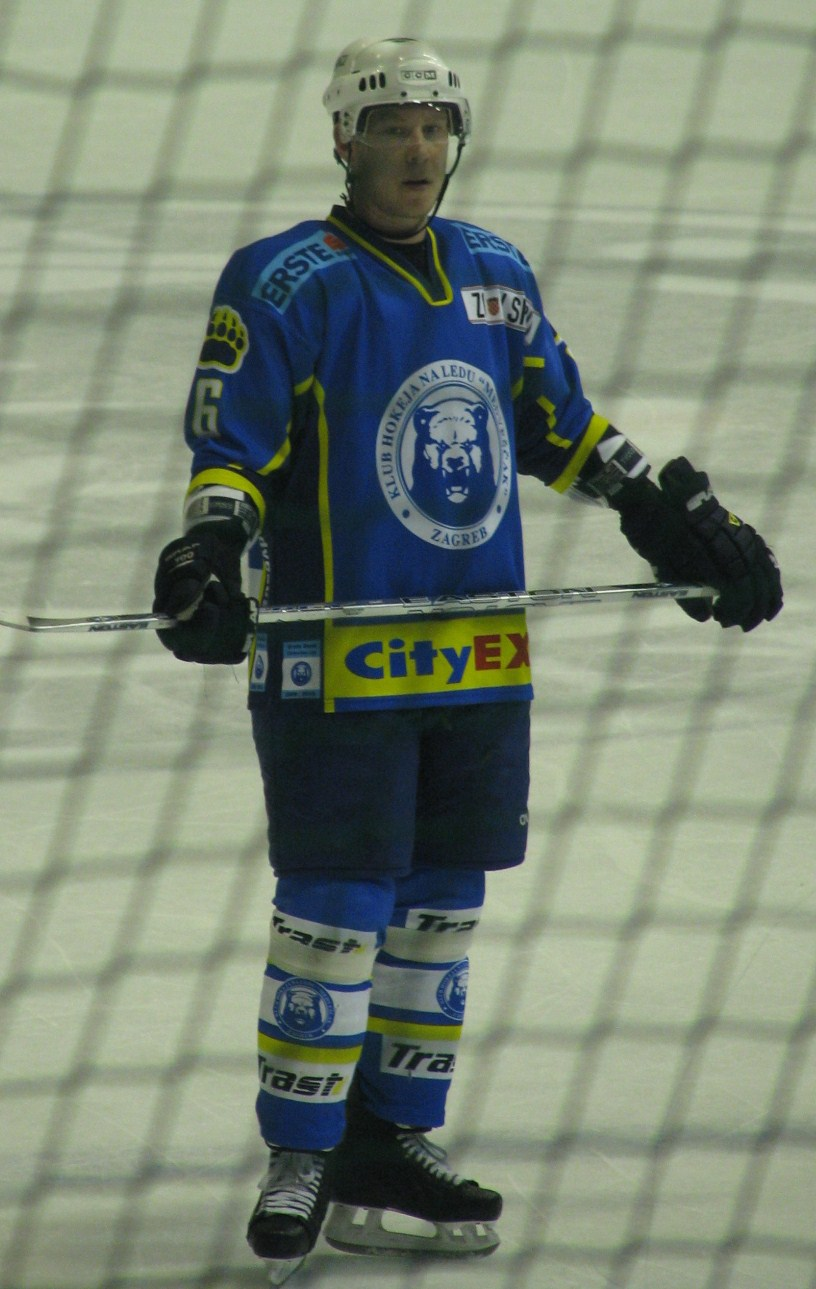
Sandrock im Trikot des KHL Medveščak Zagreb

In der Saison 1999/00 unterschrieb er einen Vertrag bei den San Angelo Outlaws in der Western Professional Hockey League und wechselte nach der Saison für ein Jahr zu den Macon Whoopee in die Central Hockey League. Die Saison 2001/02 war sein letztes Jahr in Amerika und das verbrachte Sandrock in der East Coast Hockey League bei den Johnstown Chiefs und den Greensboro Generals. Zur Saison 2002/03 wechselte Sandrock nach Europa zu den Belfast Giants in die Elite Ice Hockey League, bevor er zu Beginn der Saison 2003/04 einen Vertrag bei den Iserlohn Roosters unterschrieb. Während seiner Zeit in Iserlohn hatte er allerdings gesundheitliche Probleme, die ihn zu einem Wechsel in die Oberliga zwangen.
Seine nächste Station waren die Hannover Indians, bei denen er in der Zeit zwischen 2004 und 2006 spielte, bevor er zur Saison 2006/07 zum EHC München wechselte. Sandrock galt in dieser Saison als offensivstärkster Verteidiger der 2. Bundesliga, sein fulminanter Schlagschuss fand vor allem im Powerplay Verwendung und war in der gesamten Liga gefürchtet, weswegen er auch ins ESBG Allstarteam 2006 berufen wurde. In der Saison 2007/08 stand Sandrock bei den Grizzly Adams Wolfsburg in der Deutschen Eishockey Liga unter Vertrag, es wurde aber bekannt gegeben, dass der Vertrag nicht verlängert wird.
Am 21. Mai 2008 wurde bekanntgegeben, dass Sandrock in der Saison 2008/09 in der Österreichischen Erste Bank Eishockeyliga für den Kärntner Traditionsverein EC VSV auf dem Eis stehen wird. Ein Jahr später beendete er sein Engagement beim EC VSV, da er einen Vertrag beim KHL Medveščak Zagreb annahm. Am 30. Dezember 2011 verließ er Zagreb und kehrte nach Deutschland zurück, wo er bis zum Saisonende 2011/12 für die SERC Wild Wings spielte.
Seine Karriere ließ er anschließend von 2012 bis 2015 bei den Belfast Giants aus der britischen Elite Ice Hockey League ausklingen.

## Erfolge und Auszeichnungen
- 2003 Britischer Meister mit den Belfast Giants
- 2006 Bester Verteidiger der Oberliga
- 2013 EIHL First All-Star Team
- 2014 Meister der EIHL mit den Belfast Giants
- 2014 EIHL First All-Star Team

## Karrierestatistik
(Legende zur Spielerstatistik: Sp oder GP = absolvierte Spiele; T oder G = erzielte Tore; V oder A = erzielte Assists; Pkt oder Pts = erzielte Scorerpunkte; SM oder PIM = erhaltene Strafminuten; +/− = Plus/Minus-Bilanz; PP = erzielte Überzahltore; SH = erzielte Unterzahltore; GW = erzielte Siegtore; 1 Play-downs/Relegation; Kursiv: Statistik nicht vollständig)